# Cergy-Pontoise
Cergy-Pontoise é uma vila nova francesa na Ilha de França. Localiza-se no departamento do Val d'Oise, noroeste de Paris, no rio Oise. Ela deve seu nome a duas comunas, Cergy e Pontoise.
Foi criada em 1969 por um "Établissement public d'aménagement" e oficializada em 1972.
Possui uma área de 77,74 km² e população de 183 430 habitantes.

## Ensino superior
A cidade abriga a Universidade Cergy-Pontoise.

## Administração
Cergy-Pontoise é uma communauté d'agglomération constituída por doze comunas:
- Boisemont
- Cergy
- Courdimanche
- Éragny
- Jouy-le-Moutier
- Menucourt
- Neuville-sur-Oise
- Osny
- Pontoise
- Puiseux-Pontoise
- Saint-Ouen-l'Aumône
- Vauréal